# Nécropole nationale de Vic-sur-Aisne
La nécropole nationale de Vic-sur-Aisne est un cimetière militaire français de la Première Guerre mondiale, situé sur le territoire de la commune de Vic-sur-Aisne, dans le département de l'Aisne.

## Historique
Située à la sortie de Vic-sur-Aisne, en bordure de la R.D.2, en allant dans la direction de Nampcel, la nécropole, de 9,385 m2 a été édifiée en 1921, son aménagement s'est échelonné jusque 1935.  

## Caractéristiques
Cette nécropole nationale rassemble 3 050 corps de soldats dont 2 118 sont inhumés dans des tombes individuelles et 932 dans des ossuaires.
Des tombes provenant de différents lieux situés à l'ouest de Soissons ont été transférées dans ce cimetière. Quatre soldats tués pendant la Seconde Guerre mondiale y ont été également inhumés.